# Xian de Mei (Guangdong)
Pour les articles homonymes, voir Mei.
Le xian de Mei (梅县 ; pinyin : Méi Xiàn) est un district administratif de la province chinoise du Guangdong. Il est placé sous la juridiction de la ville-préfecture de Meizhou.

## Démographie
La population du district était de 598 792 habitants en 1999.